# Lavadouro Municipal de Alcantarilha
O Lavadouro Municipal de Alcantarilha é uma estrutura na vila de Alcantarilha, no Município de Silves, em Portugal. 

## Descrição e história
Esta estrutura consiste num lavadouro público do século XX, que foi restaurado pela autarquia, após ter estado em ruínas durante vários anos.
Está situada na zona nascente da vila, nas proximidades da Quinta na Rua das Ambrozias.